# Cremosperma
Cremosperma é um género botânico pertencente à família Gesneriaceae.

## Espécies
Composta por 28 espécies:
- Cremosperma álbum
- Cremosperma auriculatum
- Cremosperma castroanum
- Cremosperma cestroides
- Cremosperma cinnabarinum
- Cremosperma congruens
- Cremosperma cotejense
- Cremosperma demissum
- Cremosperma ecuadoranum
- Cremosperma filicifolium
- Cremosperma hirsutissima
- Cremosperma hirsutissimum
- Cremosperma humidum
- Cremosperma ignotum
- Cremosperma jucundum
- Cremosperma maculatum
- Cremosperma minutiflorum
- Cremosperma monticola
- Cremosperma muscicola
- Cremosperma nobile
- Cremosperma occidentale
- Cremosperma parviflorum
- Cremosperma peruvianum
- Cremosperma pusillum
- Cremosperma reldioides
- Cremosperma rotundatum
- Cremosperma serratum
- Cremosperma sylvaticum
- Cremosperma veraguanum